# العلاقات الأنغولية الجورجية
العلاقات الأنغولية الجورجية هي العلاقات الثنائية التي تجمع بين أنغولا وجورجيا.

## مقارنة بين البلدين
هذه مقارنة عامة ومرجعية للدولتين:
| وجه المقارنة                                              | أنغولا           | جورجيا                          |
| --------------------------------------------------------- | ---------------- | ------------------------------- |
| المساحة (كم2)                                             | 1.25 مليون       | 69.70 ألف                       |
| عدد السكان (نسمة)                                         | 29.78 مليون      | 3.72 مليون                      |
| الكثافة السكانية (ن./كم²)                                 | 23.82            | 53.37                           |
| العاصمة                                                   | لواندا           | تبليسي، كوتايسي                 |
| اللغة الرسمية                                             | اللغة البرتغالية | اللغة الجورجية، اللغة الأبخازية |
| العملة                                                    | كوانزا أنغولي    | لاري جورجي                      |
| الناتج المحلي الإجمالي (بليون دولار)                      | 124.21 مليار     | 15.16 مليار                     |
| الناتج المحلي الإجمالي (تعادل القوة الشرائية) بليون دولار | 184.83 مليار     | 35.68 مليار                     |
| الناتج المحلي الإجمالي الاسمي للفرد دولار أمريكي          | 4.10 ألف         | 3.79 ألف                        |
| الناتج المحلي الإجمالي للفرد دولار أمريكي                 |                  |                                 |
| مؤشر التنمية البشرية                                      | 0.533            | 0.754                           |
| رمز المكالمات الدولي                                      | +244             | +995                            |
| رمز الإنترنت                                              | .ao              | .ge، .გე ‏                       |
| المنطقة الزمنية                                           | ت ع م+01:00      | ت ع م+04:00                     |

## منظمات دولية مشتركة
يشترك البلدان في عضوية مجموعة من المنظمات الدولية، منها:
| علم المنظمة | اسم المنظمة                   | تاريخ انضمام أنغولا | تاريخ انضمام جورجيا |
| ----------- | ----------------------------- | ------------------- | ------------------- |
|             | منظمة التجارة العالمية        | ?                   | 14 يونيو 2000       |
|             | مؤسسة التمويل الدولية         | 19 سبتمبر 1989      | 29 يونيو 1995       |
|             | يونسكو                        | 11 مارس 1977        | 7 أكتوبر 1992       |
|             | البنك الدولي للإنشاء والتعمير | 19 سبتمبر 1989      | 7 أغسطس 1992        |
|             | مؤسسة التنمية الدولية         | 19 سبتمبر 1989      | 31 أغسطس 1993       |
|             | الأمم المتحدة                 | 1 ديسمبر 1976       | 31 يوليو 1992       |
|             | الاتحاد الدولي للاتصالات      | 13 أكتوبر 1976      | 7 يناير 1993        |
|             | الاتحاد البريدي العالمي       | ?                   | ?                   |

## وصلات خارجية
- موقع وزارة الخارجية الأنغولية
- موقع وزارة الخارجية الجورجية